# Ernesto Tzirulnik
Ernesto Tzirulnik (São José do Rio Preto) é advogado brasileiro especializado em direito do seguro, conhecido como Pai da lei de contrato de seguro brasileira. 
Graduado em Direito pela Pontifícia Universidade Católica de São Paulo (1981), Ernesto Tzirulnik é doutor pela Faculdade de Direito do Largo São Francisco da Universidade de São Paulo – USP (2014). É associado fundador do Instituto Brasileiro de Defesa do Consumidor (1987). É fundador do Instituto Brasileiro de Direito do Seguro (IBDS) e seu presidente, desde 2000. Seu escritório Ernesto Tzirulnik Advocacia (ETAD) figura em primeiro lugar desde a primeira edição do guia Chambers & Partners, com registro sobre a especialização de direito securitário na América Latina.

## Projeto de Lei do Contrato de Seguro
Tzirulnik liderou o movimento de rediscussão do seguro nas letras jurídicas. Esse movimento foi fortalecido quando Tzirulnik criou e coordenou a Comissão de Juristas que elaborou o Anteprojeto de Lei sobre o Contrato de Seguro. Em maio de 2004, o Congresso Nacional passou a discutir o projeto da Lei de Contrato de Seguro, cujo anteprojeto foi inicialmente escrito por Ernesto Tzirulnik e Flávio Queiroz de Bezerra Cavalcanti O projeto foi apresentado pelo deputado José Eduardo Martins Cardozo, depois Ministro da Justiça do Brasil (Projetos de Lei 3.555/2004, 8.034/2010 e 8.290/2014, depois convertidos no Projeto de Lei da Câmara 29/2017; e Projeto de Lei do Senado nº 477/2013).
Incialmente apoiado pelo IBDS, pelo Instituto Brasileiro de Política e Direito do Consumidor (BrasilCon) e pelo Instituto Brasileiro de Defesa do Consumidor (Idec), o projeto logo conquistou o meio empresarial, recebendo apoios da Federação das Indústrias do Estado de São Paulo (Fiesp) e da Confederação Nacional da Indústria (CNI). O setor de seguros reagiu, mas, após intensa agenda de debates com o IBDS, a Confederação Nacional das Empresas de Seguros (CNSeg) e a Federação Nacional dos Corretores de Seguros (Fenacor) acabaram unindo-se e foi aprovado o Projeto de Lei da Câmara (PLC 29/2017) que, embora arquivado durante o governo Bolsonaro, foi finalmente aprovado no governo Lula transformando-se na primeira Lei de Contrato de Seguro brasileira (Lei 15.040/2024), sancionada em 09 de dezembro de 2024.

## Projeto Ceará 202
Tzirulnik idealizou e mantém o Projeto Ceará 202, iniciativa cultural sem fins lucrativos, que estimula trabalhos de arquitetura, cinema, fotografia, artes plásticas e promove a música brasileira com a gravação de CDs e a realização de shows abertos ao público. O nome do projeto faz alusão à sede do escritório ETAD (na Rua Ceará, 202, no Pacaembu), a residência do arquiteto Jayme C. Fonseca Rodrigues que foi restaurada além de constituir um dos principais monumentos arquitetônicos da cidade, abriga apresentações artísticas do projeto.